# Cyaneolytta gigas
Cyaneolytta gigas is een keversoort uit de familie van oliekevers (Meloidae). De wetenschappelijke naam van de soort is voor het eerst geldig gepubliceerd in 1790 door Oliver.